# 麦李河
麦李河，渭河支流，发源于秦岭，自石罐水库往下进入西沟地区，自南向北，流经河湾、土桥、郑家堎、温星、五星和五丈原镇，汇入渭河，全长约15公里。因为该河2岸80年代以前种植有大量李树（以川李和麦李为主，苦李少许，麦李最有名）而得名，但是80年代后因为农田整治和居民和工厂占用，李树已经不多，仅有少许种植在河对岸山坡上。麦李河2岸土壤肥沃，经济发达，工业先进，民风纯朴，环境优美。